# Крейг Дженні
Крейг Дженні (англ. Craig Janney, нар. 26 вересня 1967, Гартфорд) — колишній американський хокеїст, що грав на позиції центрального нападника. Грав за збірну команду США.
Провів понад 800 матчів у Національній хокейній лізі.

## Ігрова кар'єра
Хокейну кар'єру розпочав 1985 року.
1986 року був обраний на драфті НХЛ під 13-м загальним номером командою «Бостон Брюїнс».
Протягом професійної клубної ігрової кар'єри, що тривала 13 років, захищав кольори команд «Бостон Брюїнс», «Сент-Луїс Блюз», «Сан-Хосе Шаркс», «Вінніпег Джетс», «Фінікс Койотс», «Тампа-Бей Лайтнінг» та «Нью-Йорк Айлендерс».
Загалом провів 880 матчів у НХЛ, включаючи 120 ігор плей-оф Кубка Стенлі.
Виступав за збірну США.

## Нагороди та досягнення
- Бронзовий призер молодіжного чемпіонату світу 1986.
- Срібний призер Кубка Канади 1991.

## Статистика
| Сезон        | Клуб                 | Ліга         | Регулярний сезон | Регулярний сезон | Регулярний сезон | Регулярний сезон | Регулярний сезон | Плей-оф | Плей-оф | Плей-оф | Плей-оф | Плей-оф |
| Сезон        | Клуб                 | Ліга         | І                | Г                | П                | О                | ШХ               | І       | Г       | П       | О       | ШХ      |
| ------------ | -------------------- | ------------ | ---------------- | ---------------- | ---------------- | ---------------- | ---------------- | ------- | ------- | ------- | ------- | ------- |
| 1985–86      | Бостонський коледж   | НКАА         | 34               | 13               | 14               | 27               | 8                | —       | —       | —       | —       | —       |
| 1986–87      | Бостонський коледж   | НКАА         | 37               | 28               | 55               | 83               | 6                | —       | —       | —       | —       | —       |
| 1987–88      | «Бостон Брюїнс»      | НХЛ          | 15               | 7                | 9                | 16               | 0                | 23      | 6       | 10      | 16      | 11      |
| 1988–89      | «Бостон Брюїнс»      | НХЛ          | 62               | 16               | 46               | 62               | 12               | 10      | 4       | 9       | 13      | 21      |
| 1989–90      | «Бостон Брюїнс»      | НХЛ          | 55               | 24               | 38               | 62               | 4                | 18      | 3       | 19      | 22      | 2       |
| 1990–91      | «Бостон Брюїнс»      | НХЛ          | 77               | 26               | 66               | 92               | 8                | 18      | 4       | 18      | 22      | 11      |
| 1991–92      | «Бостон Брюїнс»      | НХЛ          | 53               | 12               | 39               | 51               | 20               | —       | —       | —       | —       | —       |
| 1991–92      | «Сент-Луїс Блюз»     | НХЛ          | 25               | 6                | 30               | 36               | 2                | 6       | 0       | 6       | 6       | 0       |
| 1992–93      | «Сент-Луїс Блюз»     | НХЛ          | 84               | 24               | 82               | 106              | 12               | 11      | 2       | 9       | 11      | 0       |
| 1993–94      | «Сент-Луїс Блюз»     | НХЛ          | 69               | 16               | 68               | 84               | 24               | 4       | 1       | 3       | 4       | 0       |
| 1994–95      | «Сент-Луїс Блюз»     | НХЛ          | 8                | 2                | 5                | 7                | 0                | —       | —       | —       | —       | —       |
| 1994–95      | «Сан-Хосе Шаркс»     | НХЛ          | 27               | 5                | 15               | 20               | 10               | 11      | 3       | 4       | 7       | 4       |
| 1995–96      | «Сан-Хосе Шаркс»     | НХЛ          | 71               | 13               | 49               | 62               | 26               | —       | —       | —       | —       | —       |
| 1995–96      | «Вінніпег Джетс»     | НХЛ          | 13               | 7                | 13               | 20               | 0                | 6       | 1       | 2       | 3       | 0       |
| 1996–97      | «Фінікс Койотс»      | НХЛ          | 77               | 15               | 38               | 53               | 26               | 7       | 0       | 3       | 3       | 4       |
| 1997–98      | «Фінікс Койотс»      | НХЛ          | 68               | 10               | 43               | 53               | 12               | 6       | 0       | 3       | 3       | 0       |
| 1998–99      | «Тампа-Бей Лайтнінг» | НХЛ          | 38               | 4                | 18               | 22               | 10               | —       | —       | —       | —       | —       |
| 1998–99      | «Нью-Йорк Айлендерс» | НХЛ          | 18               | 1                | 4                | 5                | 4                | —       | —       | —       | —       | —       |
| Усього в НХЛ | Усього в НХЛ         | Усього в НХЛ | 760              | 188              | 563              | 751              | 170              | 120     | 24      | 86      | 110     | 53      |